# Aleksej Loetsenko
Aleksej Aleksandrovitsj Loetsenko (Kazachs: Алексей Александрович Луценко) (Petropavl, 7 september 1992) is een Kazachs wielrenner die sinds 2025 rijdt voor Israel-Premier Tech. 

## Carrière
Loetsenko was bij de junioren een groot talent, hij werd in 2010 Aziatisch kampioen en won in 2012 het wereldkampioenschap op de weg bij de beloften. In de vijfde etappe van de Ronde van Frankrijk 2013 zat hij lange tijd in een ontsnapping van zes renners. Op vier kilometer van de meet werd hij als laatste bijgehaald door het peloton. Hij raakte ook betrokken in de valpartij vlak voor de streep. In de achttiende etappe van de Ronde van Frankrijk 2013 gaf hij op.
Loetsenko werd in 2018 en 2019 Kazachs kampioen op de weg en in 2015 en 2019 werd hij Kazachs kampioen tijdrijden.

## Belangrijkste overwinningen
2010
 Aziatisch kampioen op de weg, Junioren
2012
5e etappe Ronde van de Aostavallei
5e etappe Ronde van de Toekomst
1e etappe deel B Ronde van Bulgarije
 Wereldkampioenschap op de weg, Beloften
2014
 Aziatische Spelen, Tijdrit
5e etappe Ronde van Denemarken (ITT)
Puntenklassement Ronde van Denemarken
Ronde van Almaty
2015
8e etappe Ronde van Zwitserland
 Kazachs kampioen tijdrijden, Elite
Ronde van Almaty
2016
5e etappe Parijs-Nice
Ronde van Almaty
8e etappe Ronde van Hainan
Eindklassement en Beste Aziatische renner Ronde van Hainan
2017
 Aziatisch kampioen ploegentijdrijden, Elite
5e etappe Ronde van Spanje
1e etappe Ronde van Almaty
Eind- en puntenklassement Ronde van Almaty
2018
Eindklassement Ronde van Oman
 Kazachs kampioen op de weg, Elite
6e etappe Ronde van Oostenrijk
4e etappe Ronde van Turkije
2019
2e, 3e en 5e etappe Ronde van Oman
Eind- en puntenklassement Ronde van Oman
4e etappe Tirreno-Adriatico
Bergklassement Tirreno-Adriatico
 Kazachs kampioen tijdrijden, Elite
 Kazachs kampioen op de weg, Elite
Eind- en puntenklassement Arctic Race of Norway
Coppa Sabatini
Memorial Marco Pantani
2020
Puntenklassement Ronde van de Provence
6e etappe Ronde van Frankrijk
2021
4e etappe (ITT) Critérium du Dauphiné
Coppa Agostoni
2022
Clásica Jaén Paraíso Interior
2023
4e etappe Ronde van Sicilië
Eindklassement Ronde van Sicilië
 Kazachs kampioen tijdrijden, Elite
 Kazachs kampioen op de weg, Elite
Circuito de Getxo
Memorial Marco Pantani
 Aziatische Spelen, tijdrit
3e etappe Ronde van Turkije
Eindklassement Ronde van Turkije
2024
3e etappe Ronde van de Abruzzen
Eind-, punten en bergklassement Ronde van de Abruzzen

## Resultaten in voornaamste wedstrijden
| Jaar | Ronde van Italië | Ronde van Frankrijk | Ronde van Spanje |
| ---- | ---------------- | ------------------- | ---------------- |
| 2013 |                  | opgave              |                  |
| 2014 |                  |                     | 100e             |
| 2015 |                  |                     |                  |
| 2016 |                  | 62e                 |                  |
| 2017 |                  | 71e                 | 75e (1)          |
| 2018 | 87e              |                     |                  |
| 2019 |                  | 19e                 |                  |
| 2020 |                  | 46e (1)             |                  |
| 2021 |                  | 7e                  |                  |
| 2022 |                  | 9e                  | 71e              |
| 2023 |                  | 40e                 |                  |
| 2024 | opgave           | opgave              |                  |
| 2025 |                  | 92e                 |                  |

| Jaar | Milaan-San Remo | Gent-Wevelgem | Ronde van Vlaanderen | Amstel Gold Race | Luik-Bast.‑Luik | Ronde van Lombardije | Dwars door Vlaanderen | Waalse Pijl | Omloop Het Nieuwsblad |  | WK op de weg |  | Wereldranglijsten |
| ---- | --------------- | ------------- | -------------------- | ---------------- | --------------- | -------------------- | --------------------- | ----------- | --------------------- |  | ------------ |  | ----------------- |
| 2013 |                 |               |                      | opgave           | opgave          |                      |                       | 57e         |                       |  | opgave       |  |                   |
| 2014 | opgave          |               |                      | 102e             | opgave          |                      |                       | opgave      |                       |  |              |  | 152e (UWT)        |
| 2015 | 57e             | opgave        | 22e                  |                  |                 |                      |                       |             |                       |  | 63e          |  | 162e (UWT)        |
| 2016 |                 | opgave        | 14e                  | 55e              |                 |                      |                       | 148e        |                       |  | opgave       |  | 180e (UWT)        |
| 2017 | 24e             | opgave        | 47e                  | opgave           | 98e             |                      | ↑                     | 164e        |                       |  | 9e           |  | 91e (UWT)         |
| 2018 | 107e            | 46e           | opgave               |                  |                 |                      |                       |             | 42e                   |  | 36e          |  | 96e (UWT)         |
| 2019 |                 |               |                      | 69e              | opgave          |                      |                       | 31e         | 4e                    |  | opgave       |  | 22e (UWR)         |
| 2020 | 55e             |               |                      |                  |                 |                      |                       |             |                       |  |              |  |                   |
| 2021 |                 |               |                      | 31e              | 89e             | opgave               |                       | 72e         |                       |  |              |  |                   |
| 2022 |                 |               |                      |                  |                 |                      |                       |             |                       |  | 24e          |  |                   |
| 2023 |                 |               |                      | 5e               | opgave          |                      |                       | 49e         |                       |  | 49e          |  |                   |
| 2024 | 114e            |               |                      |                  | 8e              |                      |                       |             | 31e                   |  |              |  |                   |
| 2025 |                 |               |                      | 17e              | 40e             |                      |                       | opgave      |                       |  |              |  |                   |

## Ploegen
- 2012 –  Continental Team Astana
- 2013 –  Astana Pro Team
- 2014 –  Astana Pro Team
- 2015 –  Astana Pro Team
- 2016 –  Astana Pro Team
- 2017 –  Astana Pro Team
- 2018 –  Astana Pro Team
- 2019 –  Astana Pro Team
- 2020 –  Astana Pro Team
- 2021 –  Astana-Premier Tech
- 2022 –  Astana Qazaqstan
- 2023 –  Astana Qazaqstan
- 2024 –  Astana Qazaqstan
- 2025 –  Israel-Premier Tech

Agnoli ·
Aru ·
Bazajev ·
Božič ·
Brajkovič ·
Dyaçenko ·
Fuglsang ·
Gasparotto ·
Gavazzi ·
Groezdev ·
Guardini ·
Guarnieri ·
Hryvko ·
Huffman ·
Iglinski · 
Kamışev ·
Kangert ·
Kasjetsjkin ·
Kessiakoff ·
Loetsenko ·
Moeravjov ·
Nibali ·
Ponzi ·
Seeldraeyers · 
Silin · 
Tiralongo · 
Tlewbajev ·
Vanotti ·
Zejts
Agnoli · Aru · Božič · Brajkovič · Dyaçenko · Fominykh · Fuglsang · Gasparotto · Gavazzi · Groezdev · Guardini · Guarnieri · Hryvko · Huffman · V.Iglinski · M.Iglinski · Kamışev · Kangert · Kessiakoff · Landa · Loetsenko · Moeravjov · Nibali · Scarponi · Tiralongo · Tlewbajev · Vanotti · Westra · Zejts · Ayazbajev (stagiair) · Davïdenok (stagiair) · Qojatajev (stagiair)
Agnoli · Aru · Ayazbajev · Boom · Božič · Cataldo · De Vreese · Dyaçenko · Fominykh · Fuglsang · Groezdev · Guardini · Hryvko · Kamışev · Kangert · Landa · Loetsenko · López · Malacarne · Nibali · Qojatajev · Rosa · Sánchez · Scarponi · Taaramäe · Tiralongo · Tlewbajev · Vanotti · Westra · Zejts
Agnoli · Aru · Ayazbajev · Boom · Capecchi · Cataldo · De Vreese · Fominykh · Fuglsang · Groezdev · Guardini · Hryvko · Kamışev · Kangert · Loetsenko · López · Malacarne · Nibali · Ömirzaqov · Qojatajev · Rosa · Sánchez · Scarponi · Smukulis · Tiralongo · Tlewbajev · Vanotti · Westra · Zacharov · Zejts · Bïjigitov (stagiair) · Koelimbetov (stagiair)
Aru · Bilbao · Bïjigitov · Breschel · Cataldo · De Vreese · Fominykh · Fuglsang · Gatto · Groezdev · Hansen · Hryvko · Kamışev · Kangert · Korsæth · Loetsenko · López · Minali · Moser · Qojatajev · Sánchez · Scarponi · Stalnov · Tiralongo · Tlewbajev · Tsjernetski · Valgren · Zacharov · Zejts · Gïdïç (stagiair) · Lauk (stagiair)
Bilbao · Bïjigitov · Cataldo · Cort · De Vreese · Fominykh · Fraile · Fuglsang · Gatto · Gïdïç · Groezdev · Hansen · Hirt · Houle · Hryvko · Kangert · Korsæth · Loetsenko · López · Minali · Moser · Qojatajev · Sánchez · Stalnov · Tlewbajev · Tsjernetski · Valgren · Villella · Zacharov · Zejts
Ballerini · Bilbao · Bïjigitov · Boaro · Bohórquez · Cataldo · Contreras · Cort · De Vreese · Fominykh · Fraile · Fuglsang · Gïdïç · Gregaard · Groezdev · Hirt · Houle · G. Izagirre · J. Izagirre · Kudus · Loetsenko · López · Natarov · Sánchez · Stalnov · Villella · Zacharov · Zejts
Aranburu · Bïjigitov · Boaro · Bohórquez · Contreras · De Vreese · Felline · Fominykh · Fraile · Fuglsang · Gïdïç · Gregaard · Groezdev · Houle · G. Izagirre · J. Izagirre · Kudus · Loetsenko · López · Martinelli · Natarov · Pronskïÿ · Rodríguez · Sánchez · Stalnov · Tejada · Vlasov · Zacharov
Aranburu · Battistella · Boaro · Broesenski · Contreras · de Bod · Fjodorov · Felline · Fraile · Fuglsang · Gïdïç · Gregaard · Groezdev · Houle · G. Izagirre · J. Izagirre · Kudus · Loetsenko · Martinelli · Natarov · Perry · Piccolo tot 31 mei · Pronskïÿ · Rodríguez · Romo · Sánchez · Sobrero · Stalnov · Tejada · Vlasov · Zacharov
Basso · Battistella · Boaro · Broesenski · Conti · de Bod · de la Cruz · Dombrowski · Fjodorov · Felline · Gazzoli (tot 10/8) · Gïdïç · Groezdev · Henao (tot 31/07) · López · Loetsenko · Martinelli · Moscon · Natarov · A. Nibali · V. Nibali · Nurlykhassym · Pronskïÿ · Raboesjenka · Romo · Scaroni (vanaf 28/07) · Tejada · Velasco · Zacharov · Zejts · Chzhan (stagiair) · Syritsa (stagiair)
Basso · Battistella · Boaro · Bol · Broesenski · Cavendish · Chzhan · de la Cruz · Dombrowski · Fjodorov · Felline · Garofoli · Gïdïç · Groezdev · Laas · Loetsenko · Martinelli · Moscon · Natarov · Nibali · Nurlykhassym · Pronskïÿ · Raboesjenka · Romo · Sánchez · Scaroni · Syritsa · Tejada · Velasco · Zejts
Ballerini · Battistella · Bettiol (vanf 15/8) · Bol · Brusenskii · Cavendish · Charmig · Fjodorov · Fortunato · Garofoli · Gazzoli · Giditş · Groezdev · Kanter · Koezmin · López · Loetsenko · Maroechin · Mulubrhan · Mørkøv · Pronskii · Scaroni · Schelling · Selig · Syritsa · Tejada · Tsjzjan · Umba · Velasco · Vinokoerov · Goyo (stagiair) · Smirnov (stagiair) · Trezise (stagiair)